# Baumsteiger (Froschgattung)
Die Baumsteiger (Dendrobates, von δένδρος déndros „Baum“ und βαινω baínō „besteigen“) stellen eine Gattung innerhalb der Familie der Baumsteigerfrösche (Dendrobatidae) dar. Eine weitere Gattung in dieser Familie sind unter anderem die Blattsteiger (Phyllobates). Der Begriff Baumsteiger wird auch synonym für die ganze Familie der Dendrobatidae verwendet.

## Merkmale
Die Baumsteiger haben leuchtende Körperfarben und sondern giftige Ausscheidungen über ihre Haut ab. Im Gegensatz zu anderen Gattungen haben sie keine Rückenstreifen oder seitliche Längsstreifen. Die Haut auf dem Rücken ist glatt. Die Arten der Gattung besitzen keine Schwimmhäute, aber Haftscheiben. Der erste Finger ist kürzer als der zweite, bei den Männchen ist der dritte Finger nicht verdickt.
Der Chromosomensatz besteht bei dieser Gattung Baumsteiger in diploiden Zellen aus 18 Chromosomen (2n=18). Bei anderen Arten der Familie der Baumsteigerfrösche sind bis zu 30 Chromosomen vorhanden.

## Vorkommen
Beheimatet sind die Frösche in den feuchten lateinamerikanischen Tropen und Subtropen von Nicaragua bis ins südöstliche Brasilien und Bolivien.

## Lebensweise
In der Hautoberfläche sind giftige Alkaloide eingelagert. Diese werden aber, wie bei den verwandten Pfeilgiftfröschen, nicht von den Baumsteigern selbst gebildet, sondern haben ihre Grundlage in der Nahrung. Sie werden ursprünglich von Insekten, Tausendfüßern oder Milben synthetisiert, die von den Fröschen gefressen werden. Um welche Beutetiere es sich dabei genau handelt, ist noch nicht geklärt. Ebenso ist unklar, wie weit die aufgenommenen Alkaloide im Stoffwechsel der Frösche umgebildet werden können. In der Terrarienhaltung mit der dabei üblichen Fütterung mit Fruchtfliegen oder Heimchen treten die Hautgifte der Baumsteiger nicht auf.
Die Männchen der Baumsteiger tragen die Kaulquappen zu den Gewässern, wo sie sich weiterentwickeln. Die Art Dendrobates leucomelas bringt die Larven in kleine Oberflächengewässer. Die Arten Dendrobates auratus und Dendrobates truncatus nutzen je nach Verfügbarkeit entweder Oberflächengewässer oder Phytotelmata, die durch Regenwasser innerhalb der Bromelientrichter entstehen. Die Kaulquappen der anderen Arten findet man ausschließlich in den Pflanzentrichtern.

## Taxonomie
Die Gattung Dendrobates wurde 1830 von Johann Georg Wagler in seinem Werk Natürliches System der Amphibien beschrieben.

## Arten
Nach Revisionen der Systematik der Baumsteigerfrösche werden von der ehemals formenreichen Gattung Dendrobates nur noch fünf Arten unter diesem Taxon geführt, die anderen wurden zahlreichen neuen Gattungen zugeordnet:
Stand: 23. Oktober 2017
- Dendrobates auratus (Girard, 1855) – Goldbaumsteiger
- Dendrobates leucomelas Steindachner, 1864 – Gelbgebänderter Baumsteiger
- Dendrobates nubeculosus Jungfer & Böhme, 2004
- Dendrobates tinctorius (Cuvier, 1797) – Färberfrosch (Typusart)
- Dendrobates truncatus (Cope, 1861)

Die bisherige Art Dendrobates azureus Hoogmoed, 1969 (Blauer Baumsteiger) wird inzwischen nur als Farbvariante des Färberfrosches (s. o.) angesehen.
Die meisten früheren Dendrobates-Arten werden inzwischen taxonomisch anders sortiert. Es wurden verschiedene Gattungen ausgegliedert, diese bilden nun die Unterfamilie Dendrobatinae innerhalb der Familie der Baumsteigerfrösche:
- Adelphobates Grant, Frost, Caldwell, Gagliardo, Haddad, Kok, Means, Noonan, Schargel & Wheeler, 2006
- Andinobates Twomey, Brown, Amézquita & Mejía-Vargas, 2011
- Dendrobates Wagler, 1830
- Excidobates Twomey & Brown, 2008
- Minyobates Myers, 1987
- Oophaga Bauer, 1994
- Phyllobates Duméril & Bibron, 1841
- Ranitomeya Bauer, 1986